# Opération Walkyrie (téléfilm, 1971)
Pour les articles homonymes, voir Valkyrie (homonymie).
Opération Walkyrie (Operation Walküre de son titre original) est un téléfilm allemand de Franz Peter Wirth.
Le sujet du téléfilm est le complot du 20 juillet 1944.